# Hanna Hansen

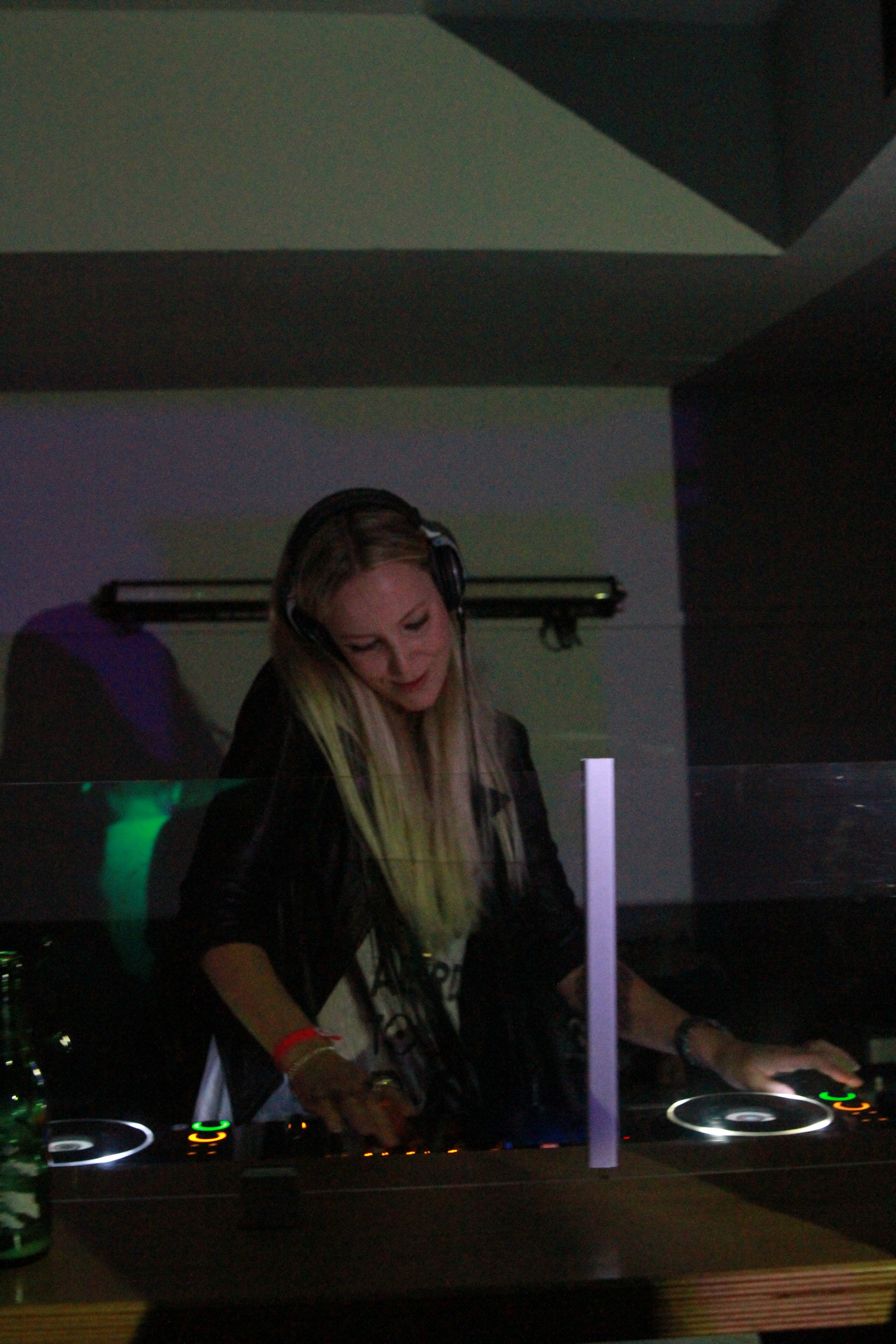
Hanna Hansen als DJ (2013)

Hanna Hansen (* 6. Juni 1984 in Herford als Victoria Stadtlander) ist eine deutsche Profiboxerin, aktuelle Intercontinental-Meisterin der IBO und mehrmalige deutsche Meisterin sowie Weltmeisterin im Kickboxen. Vor ihrer Kampfsportkarriere war Hansen als Model und DJ tätig. Nach einer Augenverletzung beendete sie ihre Karriere als Profiboxerin. Sie ist zum Islam  konvertiert, umgibt sich seit 2024 mit radikalen Salafisten und betreibt aktiv islamische Missionierung (Da‘wa) auf ihren privaten Social-Media-Accounts.

## Herkunft
Hanna Hansen wurde am 6. Juni 1984 in Herford in Nordrhein-Westfalen geboren, wuchs in Bad Oeynhausen auf und besuchte dort die Realschule. Nach ihrem Abschluss machte Hansen zunächst eine Ausbildung zu Physiotherapeutin, entschied sich dann aber für eine Karriere als Model und zog im Alter von 20 Jahren nach Paris.

## Karriere als Model und DJ
In der Modemetropole Paris angekommen, feierte Hansen schnell den Durchbruch als Model. Unter anderem wurde sie das Gesicht einer Werbekampagne von Jules Mumm und stand für renommierte Modedesigner wie Escada, Hugo Boss oder Vivienne Westwood vor der Kamera oder auf dem Laufsteg. Dabei arbeitete sie nicht nur in Paris, sondern auch in anderen Modestädten wie New York City, Mailand oder Berlin. Im Anschluss an ihre Modelkarriere entschied sich Hansen für eine Laufbahn als DJ für elektronische Musik. Auch hier konnte sie schnell Erfolge feiern und spielte unter anderem bei der Loveparade, Nature One und der Formel 1 in Singapur. Zudem war sie als Resident-DJ für den Hörfunksender BigFM tätig.

## Kickboxen
In 23 Kämpfen wurde Hanna Hansen fünfmal zur deutschen Meisterin und schließlich auch zur Weltmeisterin im Kickboxen.

## Profiboxen

### Anfänge
Drei Jahre nach ihrem letzten Wettkampf im Kickboxen entschied sich Hanna Hansen dazu, eine Karriere als Profiboxerin anzustreben. Zu diesem Zeitpunkt war sie eine Nachbarin des ehemaligen Profiboxers und WM-Herausforderers Maurice Weber, der inzwischen als Box-Trainer tätig ist. Bei einem zufälligen Treffern fragte Hansen Weber schließlich, ob er sie trainieren würde. Nach einem kurzen Probetraining im Sturm Gym in der Kölner Südstadt einigten sich die beiden auf eine feste Zusammenarbeit. Ihr Profidebüt gab Hansen schließlich bei einer Box-Gala im Gym der Universum Box-Promotion. Zugleich unterschrieb sie einen Vertrag über drei Kämpfe mit der in Hamburg ansässigen Boxpromotion. Bei ihrem Debüt am 19. Juni 2021 besiegte Hansen Nana Chakhvashvili überzeugend durch technischen K. o. in der zweiten Runde. Nur zwei Monate später, am 21. August, folgte der nächste Sieg: Diesmal bezwang sie Klaudia Vigh aus Ungarn über sechs Runden einstimmig nach Punkten.

### LIB-Boxpromotion
Nachdem mehrere anvisierte Kämpfe nicht zu Stande gekommen waren, trennte sich Hanna Hansen schließlich von Universum Box-Promotion und unterzeichnete im Dezember 2021 einen Vertrag bei der neugegründeten LIB-Boxpromotion des Hamburger Immobilienunternehmers Senator h. c. Ludger Inholte. Zugpferd des Boxstalls ist dabei der fünffache Profiboxweltmeister Felix Sturm, der auch bei der ersten großen Veranstaltung der LIB-Boxpromotion am 26. März 2022 in der Dortmunder Westfalenhalle den Hauptkampf bestreiten wird. Im zweiten Hauptkampf des Abends soll Hansen ihren ersten internationalen Titelkampf als Profi bestreiten. In ihrem ersten Kampf der Zusammenarbeit mit der LIB-Boxpromotion besiegte Hansen am 5. März 2022 Katarina Vištica durch technischen K. o. in der vierten Runde. Am 26. März 2022 schaffte es Hansen dann, in ihrem erst vierten Profikampf, den Intercontinental-Titel der IBO im Superweltergewicht mit einem technischen K.-o.-Sieg in der siebten Runde über Jeanmary Martinez Paulino zu gewinnen. Damit hat sich Hansen für einen Weltmeisterschaftskampf qualifiziert.

### Liste der Profiboxkämpfe
| Jahr                       | Tag           | Gegner/Kampfziel                                              | Ort                               | Ergebnis | Typ               | Runden |
| -------------------------- | ------------- | ------------------------------------------------------------- | --------------------------------- | -------- | ----------------- | ------ |
| 2021                       | 19. Juni      | Nana Chakhvashvili                                            | Universum Gym, Hamburg            | Sieg     | TKO               | 2/4    |
| 2021                       | 21. August    | Klaudia Vigh                                                  | Universum Gym, Hamburg            | Sieg     | Punktentscheidung | 6/6    |
| 2022                       | 5. März       | Katarina Vištica                                              | Gymnasium Sporthalle, Königsbrunn | Sieg     | TKO               | 4/8    |
| 2022                       | 26. März      | Jeanmary Martinez Paulino vakanter IBO-Intercontinental-Titel | Westfalenhalle, Dortmund          | Sieg     | TKO               | 7/10   |
| 2022                       | 28. Mai       | Borislava Goranova                                            | Dr. Hans-Köster-Saal, Pulheim     | Sieg     | Punktentscheidung | 8/8    |
| 2022                       | 10. September | Stephanie Wirt                                                | Sporthalle Wieseck, Gießen        | Sieg     | TKO               | 1/8    |
| (Quelle: BoxRec-Datenbank) |               |                                                               |                                   |          |                   |        |

## Privates
Hanna Hansen lebt in Köln. Sie konvertierte zum Islam und steht als islamistische Influencerin unter der Beobachtung vom Verfassungsschutz in Bayern, da ihre Auftritte und Reden eine salafistische Radikalisierung begünstigen können.